# Kilmartin
Das Dorf Kilmartin, schottisch-gälisch: Cille Mhàrtainn, liegt nahe der Westküste Schottlands in der Council Area Argyll and Bute. Historisch lag es in der traditionellen Grafschaft Argyll. Es erstreckt sich zwischen Lochgilphead im Süden und Ardfern sowie Kintraw im Norden. Die Ortschaft ist der Mittelpunkt des Kilmartin Glen, dem Tal, das das Dorf weiträumig umgibt.

## Geologie
Das Kilmartin Glen (Tal) umfasst ein im Pleistozän von Gletschern geschaffenes Gebiet mit flachen Hügeln, die meist nur etwa vier Meter über die Flusslandschaft ansteigen. Viele der von den Gletschern ausgeschürften Vertiefungen sind durch Seen gefüllt, wie dem Loch Awe im Nordosten. Die bedeutenden Einschnitte im Tal folgen den eiszeitlichen Strukturen. Die Gesteine selbst stammen fast ausschließlich aus dem Kambrium. Die dominierenden Mineralien sind Quarz und Schiefer, an der nördlichen Küste und im Osten auch Epidiorite und Hornblende. Das Gebiet ist zu niedrig, um die Abfolge von Vergletscherungen und Interglazialen abzubilden, die 2,3 Millionen Jahre andauerte; die Spuren der einzelnen Kalt- und Warmzeitperioden wurden von den folgenden immer wieder überprägt. Die Quellregion des Eises war die große Schüssel von Rannoch Moor im Nordosten. Die letzte bedeutende Vereisung (Devensian, sie entspricht der Weichsel-Eiszeit auf dem Kontinent), fand vor 23.000–20.000 Jahren statt. Früher erfolgte Vergletscherungen des Gebietes sind wahrscheinlich, wenn auch schwer zuzuordnen. Einige Veränderungen in der Landschaft sind dem Holozän (Beginn vor 11.000 Jahren) zuzuordnen, wie der Moorkomplex Moine Mhór. Anthropogene Faktoren haben die Landschaft am deutlichsten durch Entwaldung verändert, aber diese ist schwer zu datieren.

Kilmartin
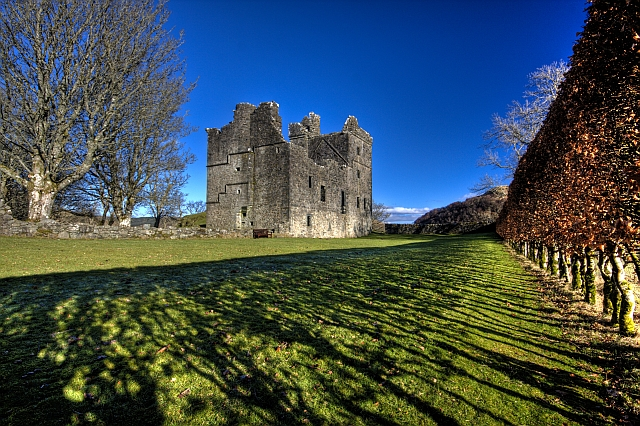
Carnasserie Castle
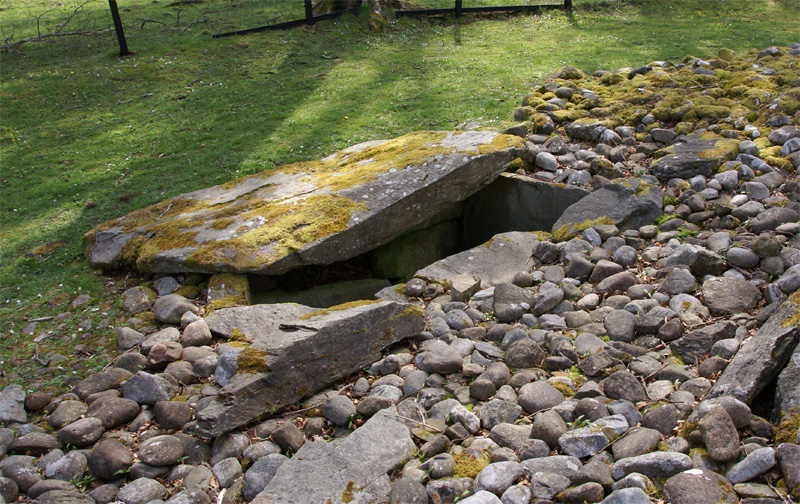
Steinkiste Ri Cruin
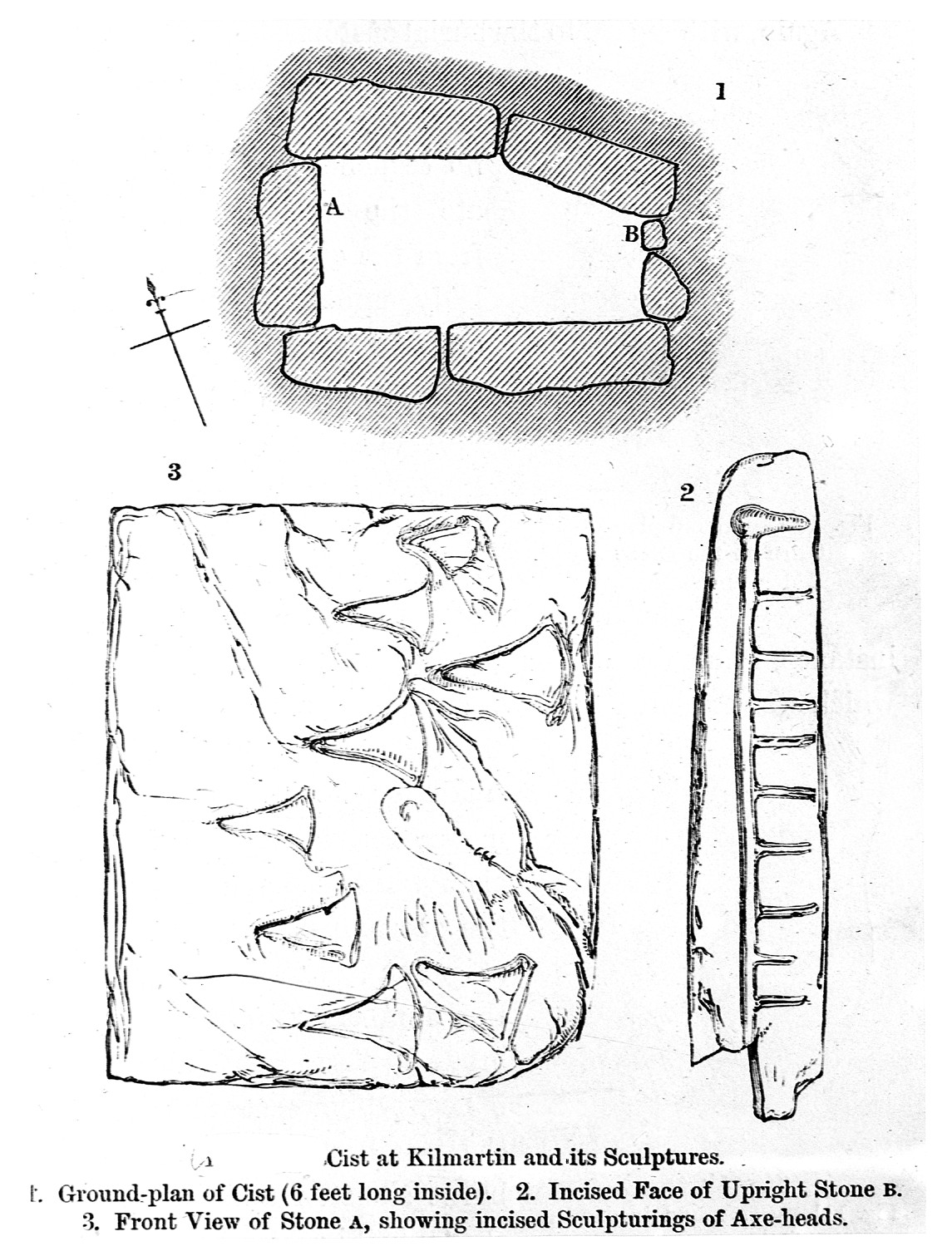
Steinkiste mit Petroglyphen
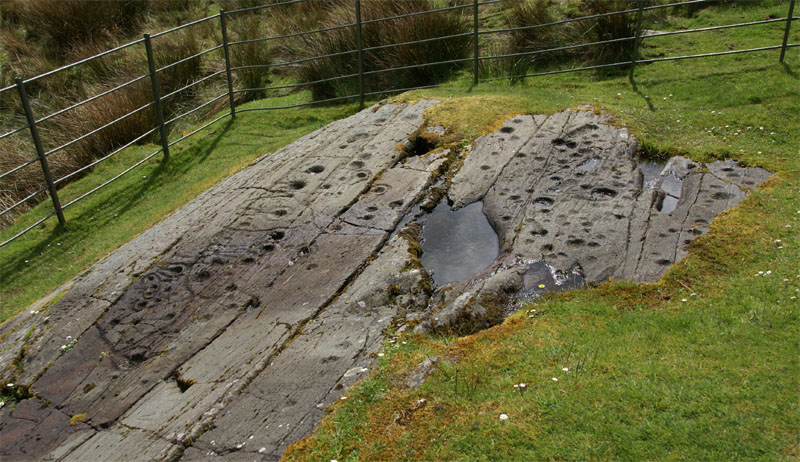
Felsritzungen

## Archäologische Fundstätten
Das Gebiet ist ein Zentrum eines historischen und archäologischen Erbes. Mehr als 350 Monumente liegen im oder um das Dorf. 150 von ihnen sind prähistorisch. Darunter befinden sich:

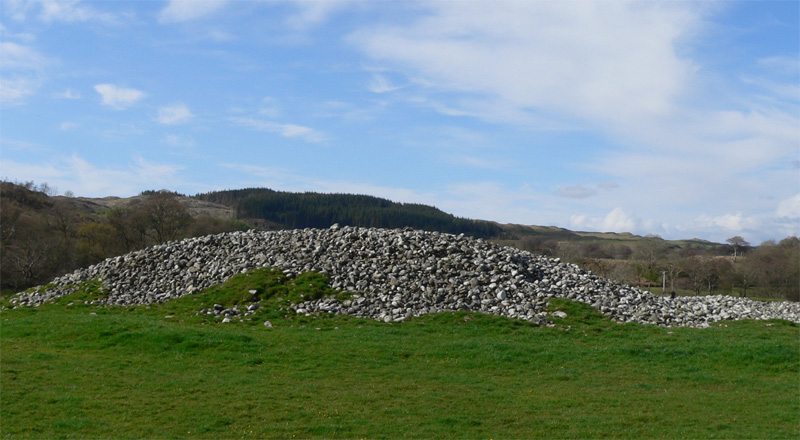
Cairn von Glebe

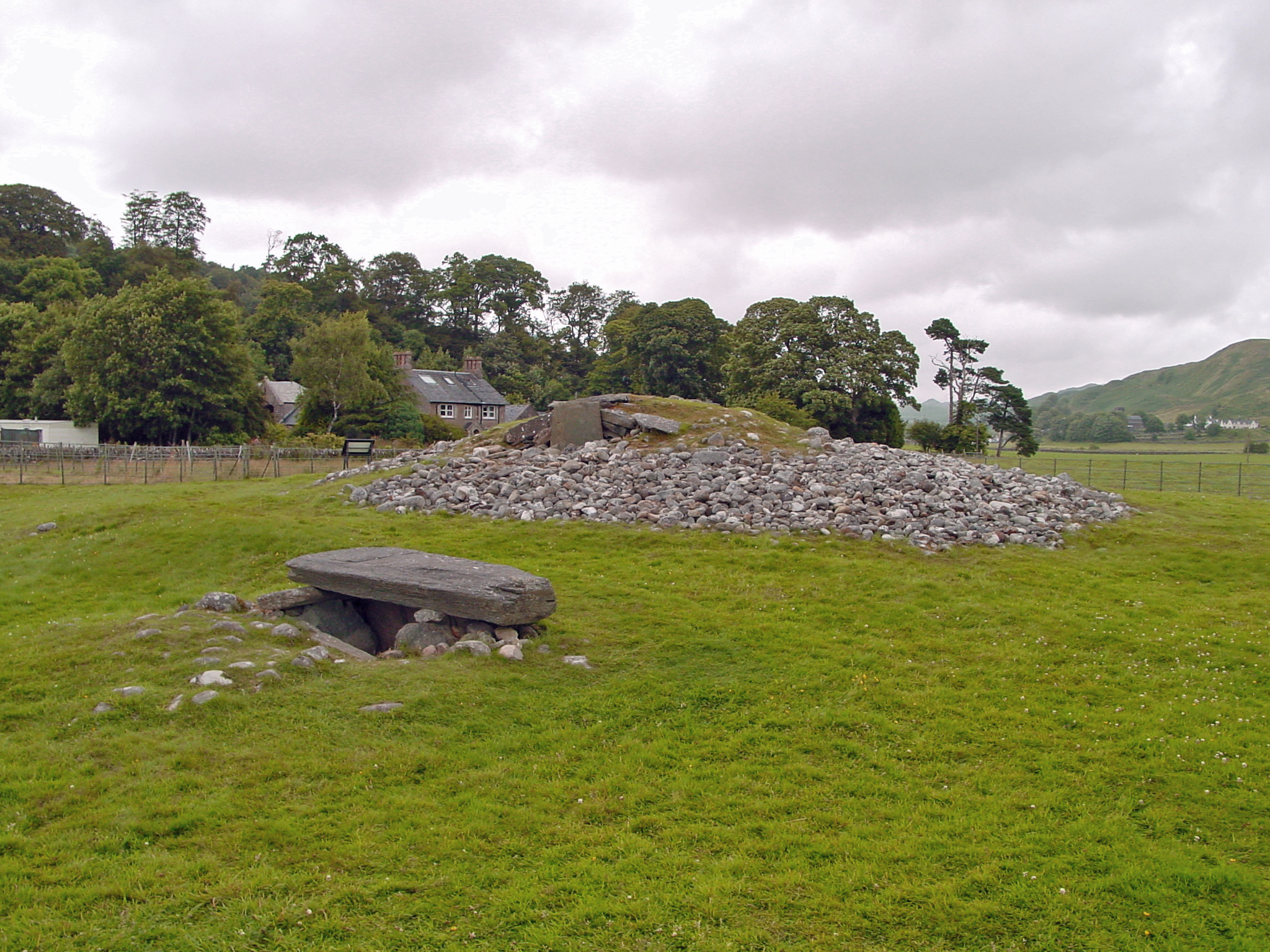
Slockavullin Cairn

- Megalithanlagen, Langbetten und Cairns, darunter die Cairns von Auchoish, Baroile, Glebe, Kilchoan und Slockavullin,
- Grabhügel
- meernahe Steinkisten: Barsloisnoch, Kilbride, Nether Largie Mid, Poltalloch und die Steinkistenplatte von Badden
- Menhire und Steinreihen wie Ballymeanoch
- Steinkreise von Temple Wood
- Henges
- Duns und Forts, wie Dun Ardifuir I, Dunadd und Castle Dounie
- Felsritzungen, besonders Cup-and-Ring-Markierungen
- Crannógs im Tal von Kilmartin
- die Höhle von Duntroon
- der Abri von Crinan Ferry
- der multiple Kultplatz Kintraw

Herausragend sind:
- Nether Largie South, Nether Largie North
- Dunchraigaig Cairn und Ri Cruin
- Achnabreck und die Felsritzungen von Cairnbaan
- Temple Wood
- Ballymeanoch

Nicht weniger interessant sind die Burnt Mounds sowie die Überreste der Festung Dunadd, dem Hauptort des Königreichs Dalriada mit der Felsritzung eines Ebers.